# Precedens (powieść)
Precedens - polski thriller prawniczy autorstwa Remigiusza Mroza. Powieść jest dwunastą częścią serii o adwokat Joannie Chyłce i Kordianie Oryńskim. Została wydana nakładem wydawnictwa Czwarta Strona w 2020 roku.

## Fabuła
Do Joanny Chyłki zgłasza się popularna aktorka. Twierdzi, że za moment popełni przestępstwo, i chce, by to właśnie prawniczka z Żelaznego & McVaya ją broniła. Kobieta morduje swoją ofiarę i transmituje w mediach społecznościowych. Mimo niepowtarzalnych dowodów nie przyznaje się do popełnionej zbrodni.

## Odbiór
Powieść zdobyła średnią ocenę 7.5/10 na portalu Lubimy Czytać, przy 6003 ocenach. Użytkownicy strony napisali ponad 500 opinii o książce.